# Velké Hydčice (nádraží)
Velké Hydčice jsou železniční stanice v západní části stejnojmenné obce v okrese Klatovy v Plzeňském kraji, nedaleko řeky Otavy. Leží na jednokolejné neelektrizované trati Horažďovice předměstí – Domažlice.

## Historie
Stanice byla vybudována státní společností Českomoravská transverzální dráha (BMTB), jež usilovala o dostavbu traťového koridoru propojujícího již existující železnice v ose od západních Čech po Trenčianskou Teplou. Dne 1. října 1888 byl zahájen pravidelný provoz v úseku z Klatov do Horažďovice předměstí, kde se napojila na trať společnosti Dráhy císaře Františka Josefa (KFJB) spojující Vídeň, České Budějovice a Plzeň. Vzhled budovy byl vytvořen dle typizovaného architektonického vzoru shodného pro všechna nádraží v majetku BMTB. V areálu nádraží bylo vystavěno též nákladové nádraží či bytové domy pro drážní zaměstnance.
Českomoravská transverzální dráha byla roku 1918 začleněna do sítě ČSD.

## Popis
Nacházejí se zde dvě nekrytá úrovňová jednostranná nástupiště, k příchodu k vlakům slouží přechod přes koleje. Stanice je propojena s kolejištěm přilehlé rozsáhle hydčické vápenky.